# Avi Nimni
Avi Nimni (né le 26 avril 1972) est un footballeur israélien jouant pour le club du Maccabi Tel-Aviv. Il totalise 80 sélections avec l'Équipe d'Israël de football.